# Халілов Раббані Абдуллаєвич
Халілов Раббані (1969 — 17 вересня 2007) — емір дагестанських моджахедів.

## Біографія

Абдул-Халім Садулаєв, Раббані Халілов і Аль-Урдуні

За національністю лакець. Після служби у прикордонних військах одружився. Батько двох дітей. Був власником пекарні. З початком військових дій в Дагестані покинув сім'ю, продав пекарню і вступив до лав ісламських повстанців. Раббані Халілов брав участь у військових діях в Дагестані у 1999 р., в тому числу в боях на території Новолацького району, очолював загін моджахедів в районі телевежі, де була знищена група місцевих миліціонерів.

24 вересня 2006 р. указом президента Чеченської Республіки Ічкерія Доку Умарова Раббані Халілову було присвоєне звання бригадного генерала, і він був призначений командуючим дагестанським фронтом кавказьких повстанців. Звинувачувався російською владою в організації більш ніж 60 «терактів» на території Росії, в том числі теракту в Каспійську, де в результаті вибуху 9 травня 2002 р. загинуло 43 людини. На брехню російської влади вказує те, що Раббані Халілов публічно у своєму аудіозверненні відхрестився від цього теракту, засудив його, а звинуватив в ньому "маріонеткову владу Дагестану і особисто Магомедалі Магомедова(на той момент-голову Державної Ради Дагестану).

Загинув 17 вересня 2007 р. в одному з приватних будинків в селищі Новий Сулак Кизилюртовського району Дагестану. Бій двох повстанців з численними силами російських силових структур тривав 12 годин. В результаті танкової атаки будинок був повністю зруйнований. За повідомленнями повстанців Дагестану два моджахеди 12 годин вели бій з декількома сотнями бійцями спецназу. Після огляду руїн було знайдено два тіла — Раббані Халілова і Набі Набієва (помічника Халілова).
Шурою моджахедів Дагестану було прийняте рішення перейменувати місто Кизилюрт на Раббанікала.